# Železniška postaja Koper Luka
Železniška postaja Koper Luka je ena izmed tovornih železniških postaj v Sloveniji in povezuje Luko Koper z ostalo Slovenijo in Evropo. Železniška povezava je za pristanišče zelo pomembna, saj velika večina tovora, ki se dnevno pretovori v luki, naprej potuje po železnici.
Na postajah Koper tovorna in Koper Luka se opravljajo vse carinske dejavnosti, na postaji Koper tovorna pa sta dva tira namenjena za tekoče popravilo vagonov.
Do postaje Koper tovorna lahko vozijo le dieselske lokomotive, naprej je proga elektrificirana in doslej še enotirna.